# Едуард Бейлиъл
Едуард Бейлиъл (на шотландски келтски: Èideard Balliol, на английски: Edward Balliol; * ок. 1283; † 1364) е претендент за шотландския трон по време на Втората война за шотландска независимост (1332 – 1357). С протекцията на английския крал Едуард III той управлява части от кралството между 1332 и 1356 г.

## Произход
Бащата на Едуард, Джон Бейлиъл, посочен през 1292 г от Едуард за крал на Шотландия, е от френски произход. В документите той сам се е назовавал „Jehan de Bailleul“. Дълго време обаче не е ясно, къде се намира наследственото му имение. Сеньорите от Аржантан (Орн) упорито се стремят към честта да се нарекат наследници на Джон Бейлиъл. Самият Джон Бейлиъл обаче нарича себе си „крал на Шотландия и господар на Байол-ан-Вийо“, (което се намира във Франция, департамент Сом). Джон Бейлиъл умира в друго свое владение, което също е във Франция – Епикур.

## Борба за трона
Смъртта на крал Робърт I значително отслабва Шотландия, тъй като неговият наследник Дейвид II е още дете, а двамата най-способни военачалници Дъглас и Рандолф също умират. Възползвайки се от това, Едуард Бейлиъл с подкрепата на английския крал Едуард III дава сражение на шотландците през 1332 (Битка при Дуплин Мур), в което регентът, граф на Карик, е убит, а много шотландски благородници са пленени. Едуард Бейлиъл се самопровъзгласява за крал на Шотландия през септември 1332 г. и бърза да се закълне във вярност пред английската корона. Оттогава Шотландия се разделя на „патриоти“ и „колаборационисти“. Патриотите веднага издигат за нов регент, Андрю Мъри, зетя на Робърт Брус. Той изпраща невръстния крал във Франция, за да го спаси от Бейлиъл и англичаните. В Шотландия избухва гражданска война, която бързо прераства в Англо-шотландска война. Бейлиъл обаче се оказва слаб политик и пълководец – въпреки подкрепата на англичаните, рода Къмин и други големи васали, той не успява да се справи с привържениците на Робърт Брус. По-голямата част от страната гледа на него като на марионетка на Едуард III. Още през същата година той е изненадан в местността Анан от войските на Андрю Мъри и Арчибалд Дъглас (брат на сподвижника на Робърт Брус, Джеймс Дъглас) и едвам се спасява с бягство в Англия.
В еуфорията шотландците решават да преследват врага навътре в страната. Едуард III обявява мирния договор за нарушен и невалиден. Той нахлува с голяма армия в Шотландия. Регентът, граф Мъри, е пленен при Лохмабен, а крепостта Роксбъро пада; Берик за пореден път е обсаден. Съвременните историци изчисляват убитите шотландци в тази война на 10 000, 12 000 или дори 15 000, цяла катастрофа за тази изтерзана страна. С благоволението на Едуард III, Едуард Бейлиъл е възстановен на престола. Този път много благородници го признават. В ръцете на „патриотите“ остават не повече от пет крепости в южната част на страната. Бейлиъл отстъпва на Едуард III Роксбъро, Пибълс, Дъмфрийс, Линлитглоу, Хадингтън, Джедбъро, Силкърк, Еткрик и почти всички земи южно от Фърт ъф Форт. Французите обаче не забравят, че шотландците са традиционни френски съюзници и скоро започват голяма Френско-английска война, която завършва с окончателно прогонване на Бейлиъл в Англия през 1340 г.
Бейлиъл окончателно се отказва от претенциите си за шотландския трон на 20 януари 1356 г. в замяна на английска пенсия. Той прекарва остатъка от живота си без да взема участие в политическия живот. Умира в Уитли, Донкастър, Йоркшър.